# Lepismium cruciforme
Lepismium cruciforme és una espècie vegetal del gènere Lepismium de la família de les cactàcies.

## Descripció
Lepismium cruciforme creix de forma epífita o litòfita amb tiges semiverticals fins a tiges reptants una mica ramificades. Els segments de les tiges són molt variables, sovint de color morat, són lineals a lanceolats, triangulars a pentagonals, alats o plans. Fan fins a 50 centímetres de llarg i 2 centímetres d'ample. Les vores tenen incisions cridaneres. En les esquerdes estan les arèoles, que estan cobertes amb flocs de pèl blanc. Les espines són rares.
Les flors de color crema, groc, rosa o rarament magenta n'apareixen a un costat. Fan entre 1 a 1,3 centímetres de llarg. Es poden formar entre 1 a 5 flors per arèola. Els fruits són esfèrics, més o menys morats, tenen un diàmetre de fins a 6 mil·límetres.

## Distribució
Lepismium cruciforme es troba del nord-est al sud-oest del Brasil, i estesa al Paraguai i al nord de l'Argentina.

## Taxonomia
Lepismium cruciforme va ser descrita per Friedrich Anton Wilhelm Miquel i publicat a Bulletin des Sciences Physiques et Naturelles en Neerlande 1838: 49. 1838.
Etimologia
Lepismium : nom genèric que deriva del grec: "λεπίς" (lepis) = "recipient, escates, apagat" i es refereix a la forma en què en algunes espècies les flors es trenquen a través de l'epidermis.
cruciforme: epítet llatí que significa "en forma de creu".
Sinonímia
- Cactus cruciformis Vell. (1829)[5]
- Lepismium commune Pfeiff. (1835, nom. illeg. ICBN-Article 52.1).